# Руссов, Эдмунд Фридрихович
Эдму́нд Фридрихович Ру́ссов (нем. Edmund August Friedrich Russow; 24 февраля [8 марта] 1841, Ревель — 11 [23] апреля 1897, Дерпт) — российский ботаник, профессор Юрьевского университета. 
Его брат, орнитолог Валериан Фридрихович Руссов.

## Биография
Родился в Ревеле 24 февраля (8 марта) 1841 года. 
Первоначальное образование с 1851 года получал в Ревельской гимназии. По окончании гимназии в 1860 году поступил в Дерптский университет, где изучал ботанику под руководством профессора Бунге. В 1864 году, по окончании курса, был назначен помощником директора университетского ботанического сада и в этой должности оставался до 1874 года.
В 1865 году, после защиты диссертации «Beiträge zur Kenntniss der Torfmoose», получил степень магистра ботаники и в 1866 году в качестве приват-доцента начал чтение лекций в Дерптском университете. В 1867—1874 году был доцентом. В 1871 году был в Берлине и Ростоке; в том же году ему была присуждена степень доктора ботаники, в 1874 году он был утверждён в профессорском звании и стал директором ботанического сада. Преподавательская деятельность Руссова продолжалась до 1895 года, когда, с преобразованием университета, он вышел в отставку; 
Капитальный труд Руссова по анатомии растений («Vergleichende Untersuchungen der Leitbündel Kryptogamen») в 1872 году был удостоен Академией наук Бэровской премии. Член-корреспондент Петербургской академии наук c 7 декабря 1885 года — по физико-математическому отделению (разряд биологических наук).
Руссов считался лучшим знатоком мхов, особенно торфяных.
Умер 11 (23) апреля 1897 года в Дерпте в чине действительного статского советника.
С 8 декабря 1866 года был женат на Эмме фон Винклер. Их сын, Карл Руссов (1869—1932).

## Виды, названные в честь Э. Руссова
- Dactylorhiza russowii (Klinge) Holub — Пальчатокоренник Руссова
- Saussurea russowii C.Winkl. [syn.  Saussurea sordida Kar. & Kir.]
- Sphagnum russowii Warnst. — Сфагнум Руссова

## Семья
Был женат с 8 декабря 1866 года на Эмме фон Винклер (1842—1903). В браке родилось пятеро детей:
- Вольфганг (1862—1938) — начальник Таллинского военно-морского училища.
- Карл Эрнст (1869—1932) — врач, учившийся на медицинских факультетах Юрьевского (1890—1895) и Гейдельбергского (1895—1896) университетов.
- Карл Иоганн Вальтер (1872—1884)
- Эрна (1874—?)
- Фрида Вера Валли (1878—1958)